# MISTY1

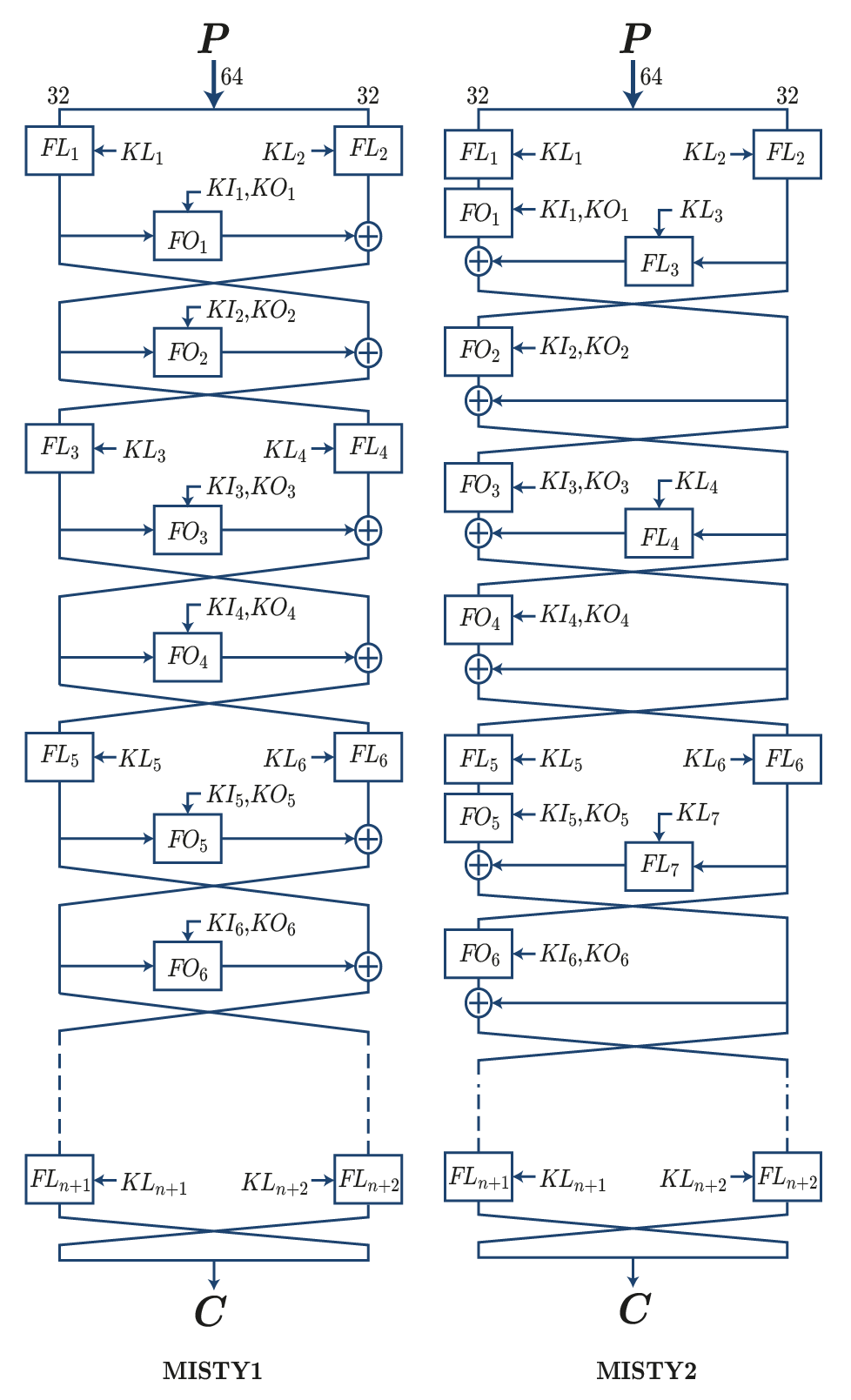
criptografía

En criptografía, MISTY1 (o MISTY-1) es un algoritmo de cifrado por bloques diseñado en 1995 por Mitsuru Matsui y otros miembros de Mitsubishi Electric.
MISTY1 es uno de los algoritmos seleccionados por el proyecto europeo NESSIE, y figuró entre las técnicas criptográficas recomendadas al gobierno japonés por CRYPTREC en 2003, si bien redujo su recomendación a "candidato" en la revisión de 2013. En 2015 Yosuke Todo consiguió romper el algoritmo empleando criptoanálisis integral; este ataque fue mejorado el mismo año por Achiya Bar-On.
"MISTY" puede significar "Mitsubishi Improved Security Technology" (Tecnología de Seguridad Mejorada de Mitsubishi), aunque también son las iniciales de los investigadores que tuvieron que ver en su desarrollo: Matsui Mitsuru, Ichikawa Tetsuya, Sorimachi Toru, Tokita Toshio y Yamagishi Atsuhiro.
MISTY1 está protegido por patentes, si bien el algoritmo está disponible libremente para uso académico y sin ánimo de lucro en el RFC 2994.

## Seguridad
MISTY1 es un cifrado de Feistel con un número variable de rondas (cualquier múltiplo de 4), aunque se recomienda usar 8. El cifrado funciona con bloques de 64 bits y tiene un tamaño de clave de 128 bits. MISTY1 tiene una estructura recursiva innovadora: la función de la ronda en sí utiliza un cifrado de Feistel de 3 rondas. MISTY1 asegura ser demostrablemente seguro contra los criptoanálisis lineales y los diferenciales.

## KASUMI
KASUMI es un sucesor del cifrado MISTY1 que se supone que es más fuerte que él, y fue en su momento adoptado como el algoritmo de encriptación estándar para los teléfonos móviles europeos. En 2005 se consiguió romper el algoritmo, y en 2010 se publicó un nuevo documento que detallaba un ataque práctico contra él.
En dicho documento, titulado "Block Ciphers and Stream Ciphers" y escrito por Alex Biryukov, se apunta a que KASUMI, también conocido como A5/3, es una versión reforzada del cifrado por bloques MISTY1 corriendo en modo contador.
En 2010, Dunkelman, Keller y Shamir demostraron que KASUMI no es tan fuerte como MISTY1; el ataque a KASUMI no funciona contra MISTY1.